# Astersläktet
Astersläktet (Aster) är ett växtsläkte med omkring 250 arter i familjen korgblommiga växter. Det vetenskapliga namnet Aster kommer från det grekiska ordet för "stjärna" och syftar på blommornas form. Blommorna finns i många färger men alla har en gul disk i mitten.
I astersläktet ingår numera endast arter som härstammar från Europa. Övriga arter har omklassificerats till egna släkten:
Flockastersläktet (Doellingeria)
Gullborstesläktet (Galatella)
Höstastersläktet (Symphyotrichum)
Klippastersläktet (Ionactis)
Stjärnastersläktet (Eurybia)
Almutaster
Canadanthus
Eucephalus
Oligoneuron
Oreostemma
Sericocarpus
Det är dock fortfarande vanligt att de räknas till astersläktet.

## Bildgalleri

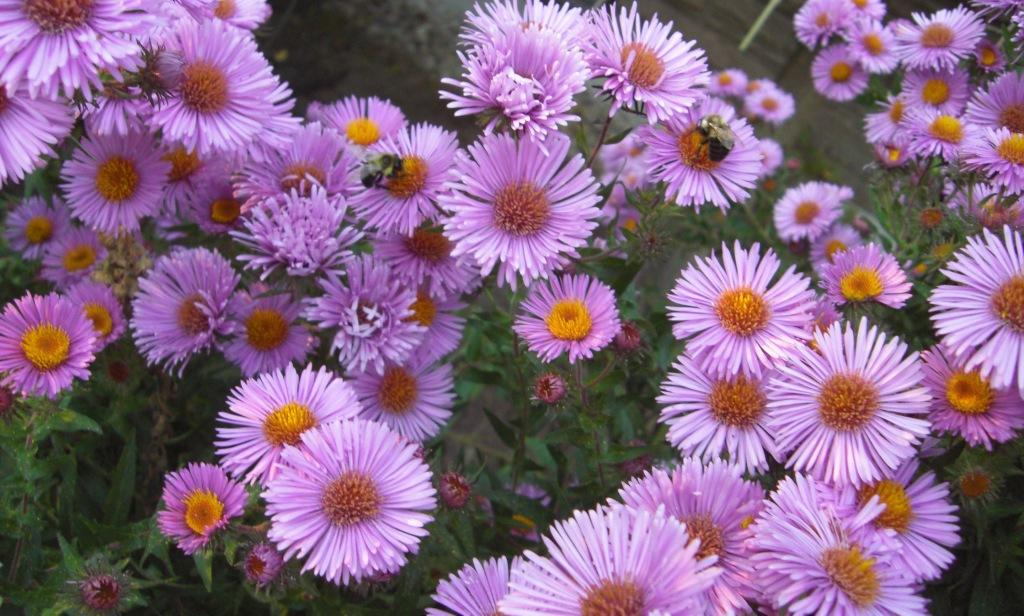
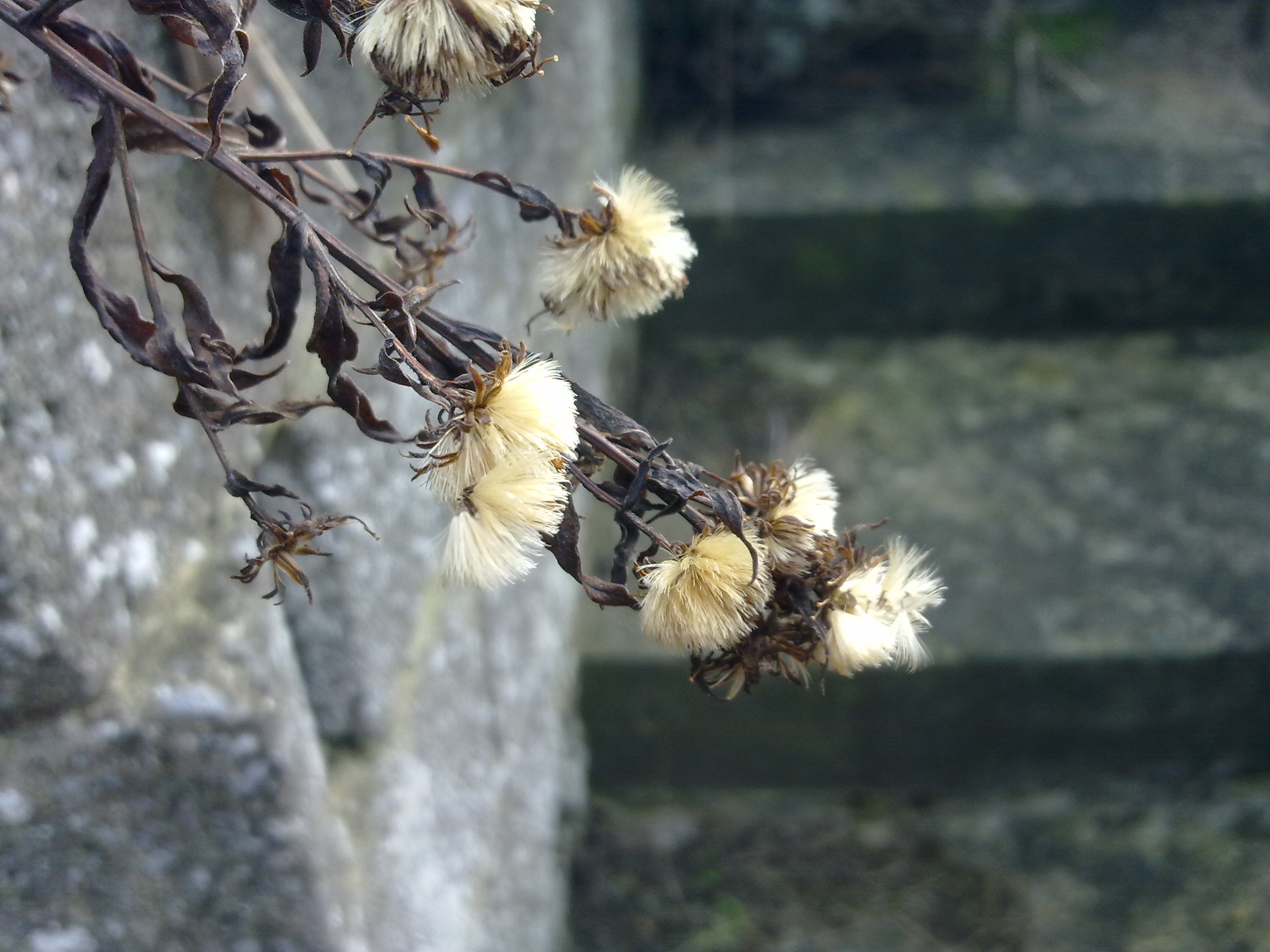
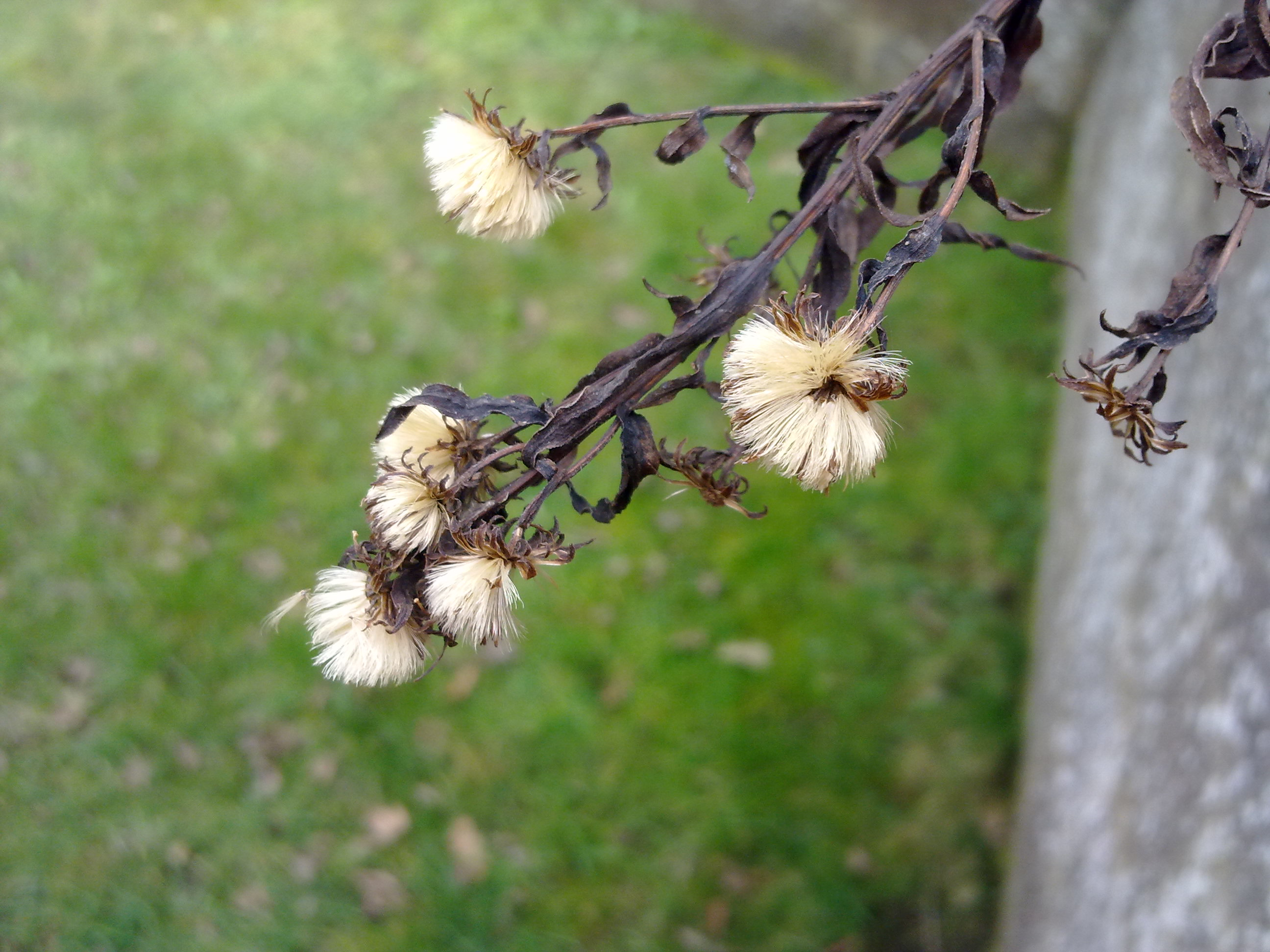
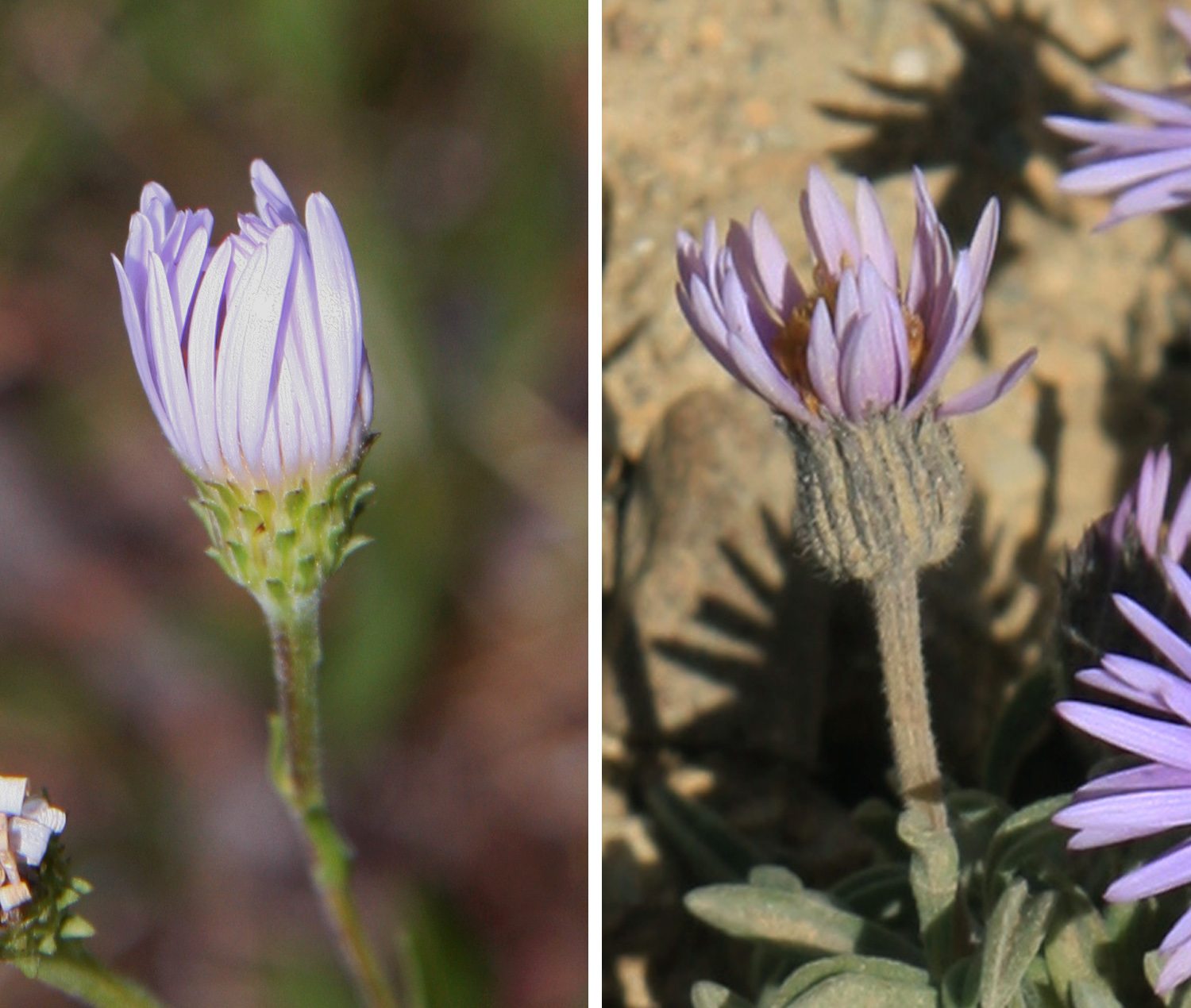
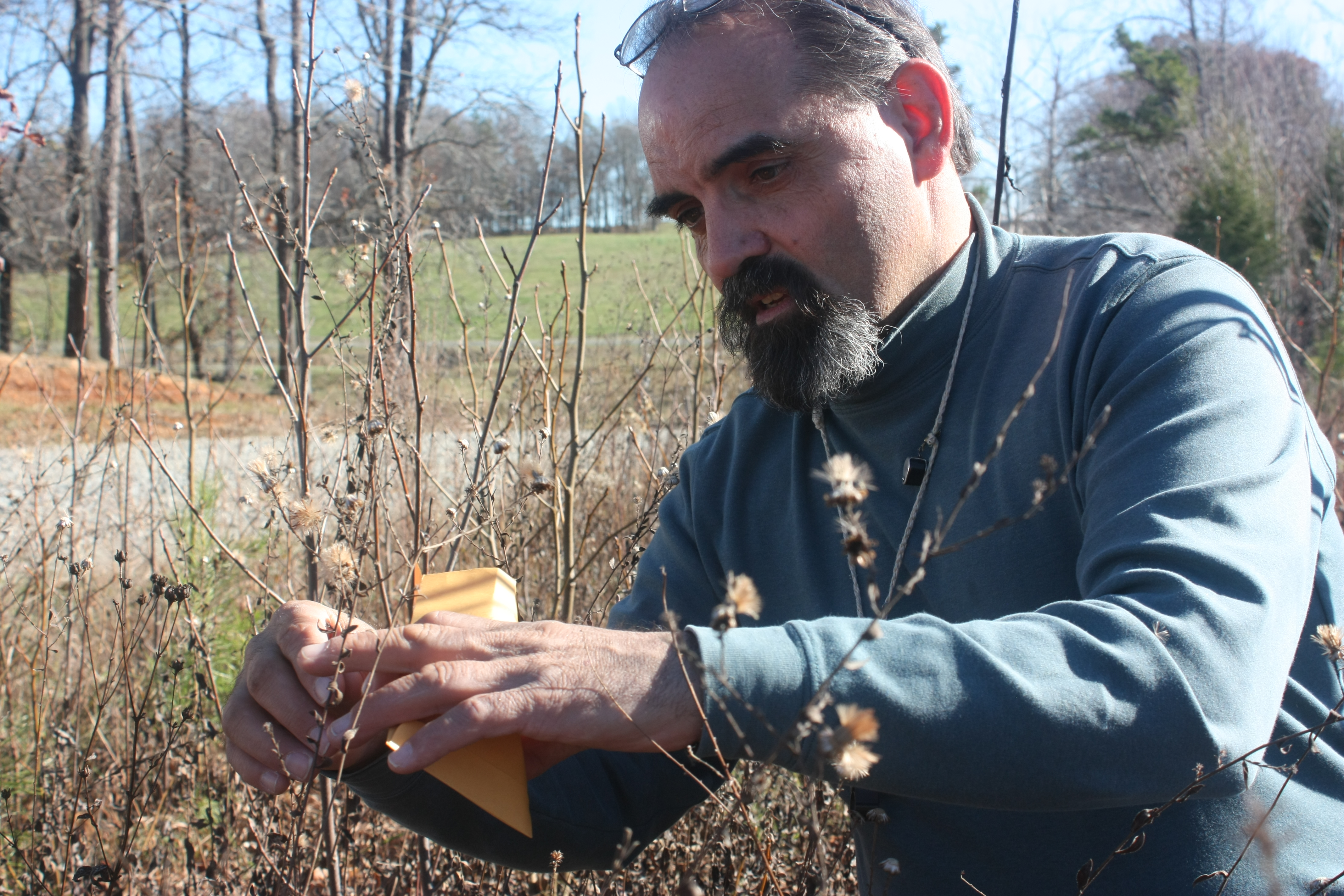
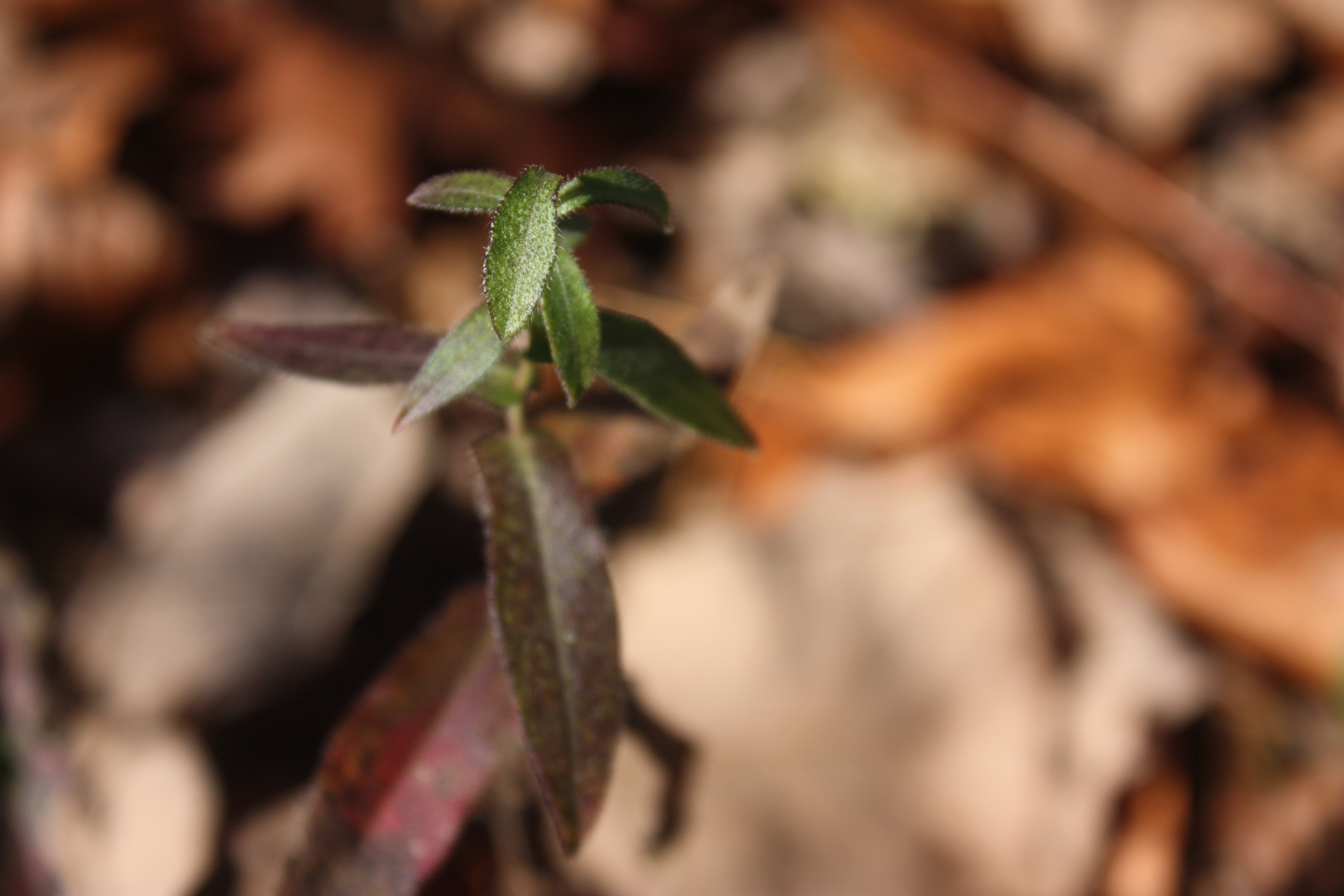

## Dottertaxa till Astrar, i alfabetisk ordning[3]
- Aster acer
- Aster acris
- Aster ageratoides
- Aster aitchisonii
- Aster alatipes
- Aster albescens
- Aster alpinoamellus
- Aster alpinus
- Aster amellus
- Aster ananthocladus
- Aster andringitrensis
- Aster angustus
- Aster apinnatifidus
- Aster arenarius
- Aster argyi
- Aster argyropholis
- Aster asa-grayi
- Aster ascendens
- Aster asteroides
- Aster auriculatus
- Aster baccharoides
- Aster bachtiaricus
- Aster bahamensis
- Aster bakerianus
- Aster barbellatus
- Aster batangensis
- Aster bergianus
- Aster bietii
- Aster bipinnatisectus
- Aster bowiei
- Aster bracei
- Aster brachyphyllus
- Aster brachytrichus
- Aster breweri
- Aster brevis
- Aster burgessii
- Aster caricifolius
- Aster chimanimaniensis
- Aster chingshuiensis
- Aster ciliatus
- Aster coahuilensis
- Aster comptonii
- Aster confertifolius
- Aster curvescens
- Aster decumbens
- Aster diffusus
- Aster dimorphophyllus
- Aster diplostephioides
- Aster divergens
- Aster dumosus
- Aster ensifer
- Aster erucifolius
- Aster falcifolius
- Aster falconeri
- Aster fanjingshanicus
- Aster farreri
- Aster fastigiatus
- Aster filipes
- Aster fischerianus
- Aster flaccidus
- Aster formosanus
- Aster fragilis
- Aster fulgidulus
- Aster fuscescens
- Aster giraldii
- Aster glehnii
- Aster gracilicaulis
- Aster grisebachii
- Aster handelii
- Aster harrowianus
- Aster harveyanus
- Aster hayatae
- Aster heleius
- Aster heliopsis
- Aster henryi
- Aster hersileoides
- Aster heterolepis
- Aster himalaicus
- Aster hispidus
- Aster hololachnus
- Aster hualiensis
- Aster hunanensis
- Aster hybridus
- Aster hypoleucus
- Aster iinumae
- Aster incisa
- Aster indamellus
- Aster ionoglossus
- Aster itsunboshi
- Aster jeffreyanus
- Aster jishouensis
- Aster juchaihu
- Aster kansuensis
- Aster kantoensis
- Aster kayserianus
- Aster komonoensis
- Aster koraginensis
- Aster kyobuntensis
- Aster laevigatus
- Aster laka
- Aster lanceolatus
- Aster langaoensis
- Aster lasiocladus
- Aster latibracteatus
- Aster latisquamatus
- Aster lavandulifolius
- Aster laxifolius
- Aster leiophylus
- Aster leiopyllus
- Aster leonis
- Aster limonifolius
- Aster limosus
- Aster limprichtii
- Aster lindenii
- Aster lingulatus
- Aster lipskii
- Aster luzonensis
- Aster lydenburgensis
- Aster maackii
- Aster magnus
- Aster mangshanensis
- Aster marchandii
- Aster megalanthus
- Aster menthodorus
- Aster menziesii
- Aster milanjiensis
- Aster miquelianus
- Aster miser
- Aster miyagii
- Aster molliusculus
- Aster moranensis
- Aster morrisonensis
- Aster motuoensis
- Aster muliensis
- Aster mutabilis
- Aster nakaoi
- Aster neoelegans
- Aster nigrocinctus
- Aster nigromontanus
- Aster nitidus
- Aster novae-belgiae
- Aster novopokrovskyi
- Aster nubimontis
- Aster okanoganus
- Aster oreophilus
- Aster outeniquae
- Aster ovalifolius
- Aster ovatus
- Aster panduratus
- Aster paniculatus
- Aster peduncularis
- Aster peglerae
- Aster perfoliatus
- Aster philippinensis
- Aster pleiocephalus
- Aster pluriflorus
- Aster polios
- Aster poliothamnus
- Aster popovii
- Aster prainii
- Aster pseudobakeranus
- Aster pseudodumosus
- Aster pseudoglehnii
- Aster pujosii
- Aster pycnophyllus
- Aster pyrenaeus
- Aster quitensis
- Aster retusus
- Aster richardsonii
- Aster rockianus
- Aster roscidus
- Aster rugulosus
- Aster ruoqiangensis
- Aster salicifolius
- Aster salsuginosus
- Aster salwinensis
- Aster sampsonii
- Aster sanczirii
- Aster satsumensis
- Aster sekimotoi
- Aster semiamplexicaulis
- Aster senecioides
- Aster setchuenensis
- Aster shennongjiaensis
- Aster sibiricus
- Aster sikkimensis
- Aster sikkimmensis
- Aster sikuensis
- Aster silenifolius
- Aster sinianus
- Aster sohayakiensis
- Aster souliei
- Aster spathulifolius
- Aster squamatus
- Aster stracheyi
- Aster striatus
- Aster subintegerrimus
- Aster subulatus
- Aster sugimotoi
- Aster taiwanensis
- Aster takasagomontanus
- Aster taliangshanensis
- Aster tansaniensis
- Aster taoyuenensis
- Aster tataricus
- Aster techinensis
- Aster tenuipes
- Aster thomsonii
- Aster tientschwanensis
- Aster tongolensis
- Aster tricapitatus
- Aster tricephalus
- Aster trichoneurus
- Aster trinervius
- Aster tsarungensis
- Aster turbinatus
- Aster uchiyamai
- Aster veitchianus
- Aster velutinosus
- Aster vestitus
- Aster willkommii
- Aster viscidulus
- Aster woroschilowii
- Aster vvedenskyi
- Aster yakushimensis
- Aster yomena
- Aster yoshinaganus
- Aster yunnanensis
- Aster zayuensis
- Aster zuluensis